# Bell (Califórnia)
Bell é uma cidade localizada no estado americano da Califórnia, no Condado de Los Angeles. Foi incorporada em 7 de novembro de 1927.

## Geografia
De acordo com o United States Census Bureau, a cidade tem uma área de 6,8 km², onde 6,5 km² estão cobertos por terra e 0,3 km² por água.

### Localidades na vizinhança
O diagrama seguinte representa as localidades num raio de 8 km ao redor de Bell. 

## Demografia
Segundo o censo nacional de 2010, a sua população é de 35 477 habitantes e sua densidade populacional é de 5 479,10 hab/km². Possui 9 217 residências, que resulta em uma densidade de 1 423,48 residências/km².